# Gunnar Heiðar Þorvaldsson
Gunnar Heiðar Þorvaldsson (Gunnar Heidar Thorvaldsson)  (født 1. april 1982) er en islands fodboldspiller, som spiller for ÍBV.

## Klubkarriere
Þorvaldsson startede sin karriere hos ÍBV i sin hjemby Vestmannaeyjar. Efter at have etableret sig som den bedste angriber i den bedste islandske liga, skiftede han til Halmstads BK i Sverige i 2004. Her blev han topscorer i den bedste svenske række med 16 mål og spillede UEFA Cup med klubben i 2005/06, hvor han scorede et vigtigt mål i kvalifikationsrundesejren over Sporting Lissabon.
I marts 2006 skiftede han til tyske Hannover 96 på en 3-årig aftale.
Hans tid i tysk fodbold har dog været præget af skader. I sin debutsæson for klubben nåede han kun at spille 7 kampe og nåede ikke at score.
I august 2007 blev han udlånt til Vålerenga I.F., og i sommeren 2008 blev han købt fri fra Hannover 96 af Esbjerg fB.

## International karriere
Gunnar fik landsholdsdebut den 30. marts 2005 med en indskiftning i sidste minut i et målløse opgør mod Italien i Padova. Hans første landsholdsmål kom i en 4-1-sejr i kvalifikationen til VM mod Malta den 8. juni 2005. Desuden har han spillet to landskampe mod Danmark.